# Chalepophyllum
Chalepophyllum é um género botânico pertencente à família Rubiaceae.